# Parartemia
Parartemia je rod žábronožek endemických v Austrálii. Jeden z druhů, P. contracta, je zranitelný taxon podle červeného seznamu IUCN. Rod Parartemia zahrnuje následující druhy:
- Parartemia acidiphila Timms & Hudson, 2009
- Parartemia auriciforma Timms & Hudson, 2009
- Parartemia bicorna Timms, 2010
- Parartemia boomeranga Timms, 2010
- Parartemia contracta Linder, 1941
- Parartemia cylindrifera Linder, 1941
- Parartemia extracta Linder, 1941
- Parartemia informis Linder, 1941
- Parartemia laticaudata Timms, 2010
- Parartemia longicaudata Linder, 1941
- Parartemia minuta Geddes, 1973
- Parartemia mouritzi Timms, 2010
- Parartemia purpurea Timms, 2010
- Parartemia serventyi Linder, 1941
- Parartemia triquetra Timms & Hudson, 2009
- Parartemia veronicae Timms, 2010
- Parartemia yarleensis Timms & Hudson, 2009
- Parartemia zietziana Sayce, 1903